# Поліглот
Полігло́т (від грец. πολύγλωττος — багатомовний) — людина, яка володіє багатьма мовами.
Володіння двома мовами називають двомовністю, або білінгвізмом, трьома — тримовністю, або трилінгвізмом. Немає єдиної думки щодо того, скількома мовами має володіти поліглот і якою мірою (наприклад, чи то побіжно спілкуватися усно, чи то вільно читати).

## Поліглоти у світі
У світовій практиці відомі факти, коли поліглотами, тобто особами, які могли спілкуватися багатьма мовами, були люди, так би мовити, в силу обставин, інколи навіть неписьменні — наприклад представники багатьох народів Кенії, зокрема тих, що належать до мовної спорідненості банту, розмовляють, крім своїх рідних мов, обов'язково державною мовою Кенії — «східноафриканським койне», мовою ЗМІ та освіти суахілі, зазвичай, також мовою або навіть мовами великих кенійських народів камба, кікую, також нерідко мовою/мовами найближчих сусідів, а на додаток ще й мовою колонізаторів — англійською.
Проте в більшості випадків, безперечно, поліглотами є саме особи, які спеціально вивчають іноземні мови та практикуються в їх знаннях. Крім мовознавців та перекладачів, серед поліглотів є культурні, суспільно-політичні діячі та інші. Інколи вивчення мов, як в угорця Іштвана Дабі, стає чимось на зразок хобі, не маючи під собою конкретних практичних цілей.
Ось перелік відомих поліглотів світу:
- Джузеппе Меццофанті (*1774 —† 1849) — італійський кардинал, якого вважають одним з найвидатніших поліглотів. Він ніколи не покидав Італії, але досконало володів 38 мовами і побіжно говорив ще 30 мовами; крім того, він знав 50 діалектів різних мов.
- Віллі Мельников-Сторквіст[джерело?] — москвич, лікар-вірусолог. Знає 105 мов. Внесений в Книгу рекордів Гінесса. Пише вірші 95 мовами.
- Іван-Павло II (*1920—†2005) — Папа Римський. Вільно володів 10 мовами, крім цього, знав ще низку мов.
- Іштван Дабі — угорський перекладач і письменник, перекладав з 103 мов.[джерело?]
- Вільям Джеймс Сідіс — відомий на початку XX століття вундеркінд, у віці восьми років знав вісім мов; до тридцяти років він володів сорока мовами.
- Річард Френсіс Бертон — британський мандрівник, письменник, поет, перекладач, етнограф, лінгвіст, гіпнотизер, фехтувальник і дипломат, який володів, за деякими оцінками, двадцятьма дев'ятьма мовами, належних до різних мовних сімей.
- Агатангел Кримський - кримський татарин, знав 60 східних мов, склав словники російської, української та кримськотатарської мов; за деякими даними, володів понад 100 мовами та їхніми діалектами.
- Осип Борисович Румер — російський поет-перекладач.
- Раше Галь — австрійська піаністка, професорка, музична педагогиня і диригентка російського походження
- Джованні Піко делла Мірандола — італійський гуманіст, казав, що володіє 22 мовами.
- Поль Робсон — співак і актор, виконував пісні й говорив більш ніж 20 мовами.
- Като Ломб — угорська перекладачка, письменниця, одна з перших синхронних перекладачів у світі. Знала 16 мов.
- Нікола Тесла — всесвітньо відомий сербський фізик, володів 8 мовами.
- Жан-Франсуа Шампольйон — французький орієнталіст і засновник египтології, розшифрував давньоєгипетське письмо. У двадцять років знав 13 мов.
- Ентоні Берджесс — англійський письменник і літературознавець, побіжно говорив на семи мовах і знав ще 5 різних мов.
- Юсуф-Хаджі Сафарі — чеченський інженер-архітектор XIX століття, юрист, теолог, один зі співавторів Нізама. Володів 12 мовами.
- Василь Іванович Водовозов — російський педагог, перекладач і дитячий письменник, знав 10 мов.
- Олександра Михайлівна Коллонтай — діячка міжнародного і російського революційного соціалістичного руху, феміністка, публіцистка, дипломатка; володіла англійською, німецькою, французькою, шведською, норвезькою, фінською та іншими іноземними мовами.
- Ґімараїнш Роза — бразильський письменник говорив 8 мовами, умів читати ще 6.

## Поліглоти в Україні
Відомі українські поліглоти:
- Білецький Андрій Олександрович — мовознавець, володів близько 90 мовами.
- Агатангел Кримський — історик, мовознавець, етнограф, сходознавець, людина енциклопедичних знань кримсько-татарського походження. Володів, принаймні, 60-ма східними мовами; за деякими даними — сумарно понад 100 мовами та їхніми діалектами.
- Леся Українка — українська письменниця, перекладачка, культурна діячка, володіла 13-ма мовами.
- Григорій Кочур — український поет, перекладач, історик літератури і теоретик перекладацького мистецтва, перекладав з 28 (за іншими відомостями, з сорока) мов.
- Микола Лукаш — український перекладач, історик літератури, лексикограф, володів більш ніж 20 мовами, перекладав літературні твори українською з 14 мов.
- Юрій Покальчук — український письменник та перекладач, володів понад десятьма мовами.
- Костянтин Тищенко — український мовознавець, педагог, перекладач, володів понад 20 різносистемними мовами.